# Przedmiot poznania
Przedmiot poznania – termin ontologiczny, opisujący rzecz poznawaną przez podmiot poznający, ponadto oznaczający rzeczy, w stosunku do których odnoszą się wszelkie akty świadomości, w ramach jakiejkolwiek władzy poznającej. 
Przedmiot poznania jest podstawowym pojęciem epistemologicznym, będącym w stanie określić niemal każdy byt w formie istoty żywej, przedmiotu, zjawiska lub pojęcia abstrakcyjnego (np. stanu rzeczy).